# Park Sportowy na Oleandrach
Park Sportowy na Oleandrach – istniejący w latach 1914–1915 stadion piłkarski w Krakowie. Korzystali z niego piłkarze Wisły Kraków.

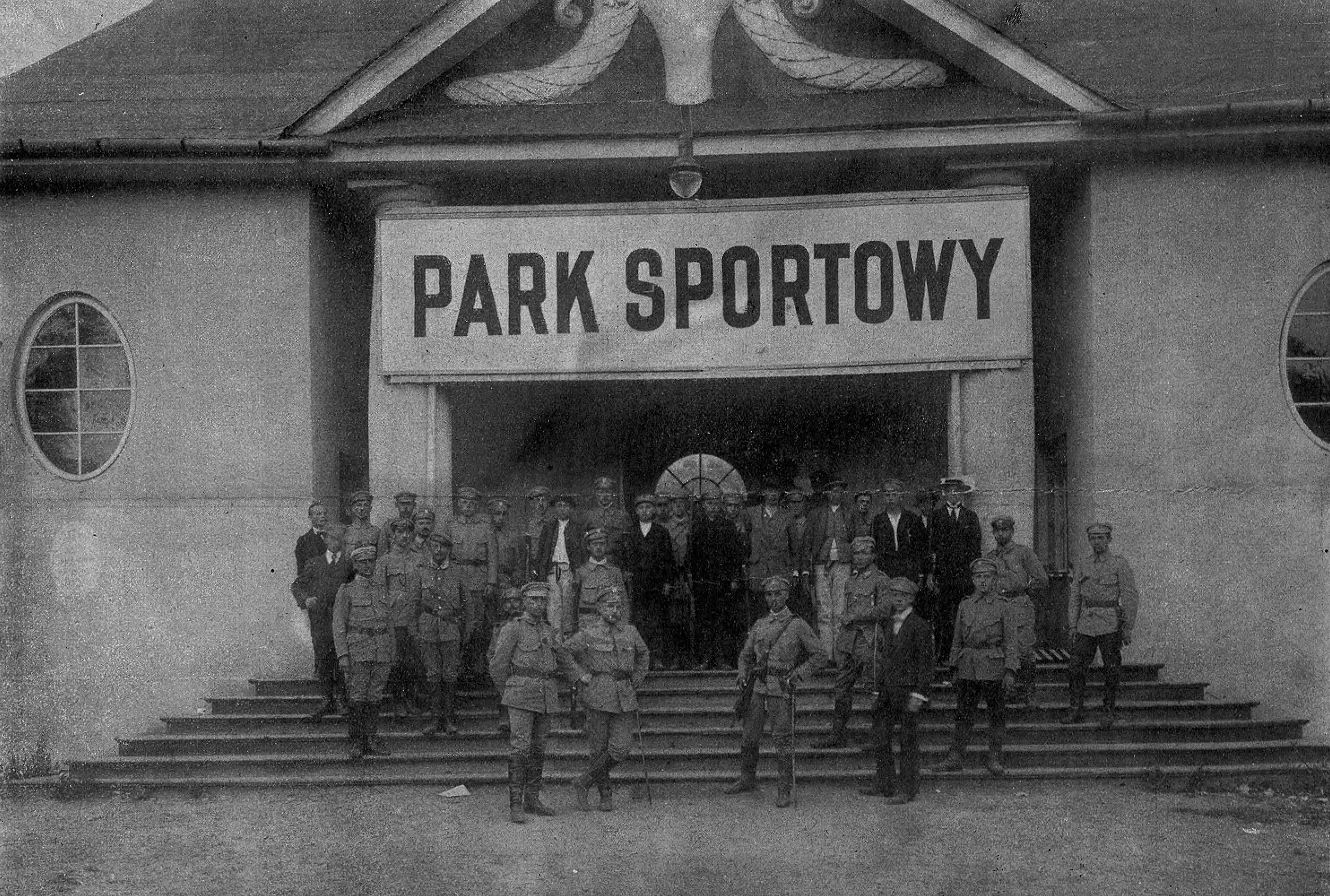
Koszary strzelców w Parku Sportowym w Krakowie (sierpień 1914)

## Historia
Piłkarze Wisły Kraków od momentu powstania klubu (założony e 1906, oficjalnie zarejestrowany 7 lutego 1910) grywali na różnych boiskach, w Parku Jordana, na Błoniach, na torze wyścigów konnych, na stadionie Zlotowym i na stadionie Cracovii. Zarząd klubu czynił jednak starania o budowę własnego boiska. Ostatecznie udało się uzyskać możliwość utworzenia boiska na tzw. „Oleandrach”, ściślej w północnej części terenów powystawowych, mniej-więcej w miejscu w którym dzisiaj stoją budynki Uniwersytetu Rolniczego i Biblioteki Jagiellońskiej. Dawniej na tym obszarze znajdował się jeden z bastionów Twierdzy Kraków, Bastion I ½ „Na Piasku”. W dniach 4 czerwca – 20 października 1912 zorganizowano tutaj „Wystawę architektury i wnętrz w otoczeniu ogrodowym”. Specjalnie na tę wystawę urządzono cały teren, budując m.in. pawilon główny, teatr i różne mniejsze obiekty. Po zakończeniu wystawy teren ten wykorzystywano do różnych celów, m.in. koncertów czy festynów, a zimą organizowano tutaj lodowisko.
Od 1914 w północnej części terenów powystawowych swoje boisko mieli piłkarze Wisły Kraków. Otwarcie stadionu miało miejsce 5 kwietnia 1914, a na inaugurację Wisła pokonała Czarnych Lwów 3:2. Drużyna Wisły nie zdążyła na swym boisku na Oleandrach rozegrać żadnego spotkania o punkty, rozgrywając na nim jedynie mecze towarzyskie. Pierwszy mecz „u siebie” w Mistrzostwach Galicji sezonu 1914 przeciwko Pogoni Lwów (24 maja 1914, wygrana gości 1:0) odbył się nie na obiekcie Wisły, a na stadionie Cracovii. Kolejny mecz w ramach tych rozgrywek w roli gospodarza Wisła miała rozegrać 21 czerwca 1914 przeciwko Czarnym Lwów. Spotkanie to miało się odbyć w Parku Sportowym na Oleandrach, jednak nie doszło ono do skutku, gdyż drużyny nie doszły ze sobą do porozumienia w kwestii godziny rozpoczęcia spotkania (mecz zaplanowany był na godzinę 18:15, jednak goście chcieli go rozegrać wcześniej, by móc powrócić do Lwowa wieczornym pociągiem). Czarni wyszli na boisko dwukrotnie, o godzinie 17:00 i 18:00, jednak Wisła wciąż nie była gotowa do rozpoczęcia gry. O godzinie 18:05 sędzia odgwizdał walkower dla gości. Pod koniec lipca ZPPN uznał mecz za „niebyły”. Kolejne mecze Mistrzostw Galicji nie były już rozgrywane, gdyż z powodu wybuchu I wojny światowej rozgrywki te zostały przerwane.
Po wybuchu wojny (28 lipca 1914) obiekt wynajęło Towarzystwo Strzelec. Na początku sierpnia drużyny strzeleckie, zakwaterowane na terenie powystawowym na Oleandrach przekształcono w I Kompanię Kadrową, uważaną za zalążek Wojska Polskiego. Kompania ta wyruszyła następnie na front (tzw. czyn legionowy), a Oleandry przeszły do historii jako miejsce mobilizacji strzeleckiej i początku polskiej wojskowości. Po wymarszu Kompanii i utworzeniu Legionów Polskich na Oleandrach zakwaterowano oddział intendentury oraz telegraficzny. W październiku komenda koszar przeniosła się do Krzysztoforów. Następnie na terenie powystawowym zorganizowano obory dla krów. W wyniku zaniedbań 12 marca 1915 zabudowania na terenie powystawowym spłonęły w pożarze. Boisko na Oleandrach nie odzyskało już swojej funkcji. Wisła Kraków, która wznowiła działalność w lipcu 1918, rozpoczęła starania o nowy obiekt, który ostatecznie powstał na terenie dawnego toru wyścigów konnych i został zainaugurowany 8 kwietnia 1922. Teren Oleandrów został natomiast rozparcelowany i powstały na nim w późniejszym czasie inne obiekty.